# Гелена Норберг-Годж
Гелена Норберг-Годж — засновниця та директор компанії Local Futures, раніше відомої як Міжнародне товариство екології та культури (ISEC). Local Futures — це неприбуткова організація, «присвячена відродженню культурного та біологічного різноманіття, а також зміцненню місцевих громад та економіки в усьому світі».
Норберг-Годж є авторкою міжнародного бестселера «Стародавнє майбутнє» (1991) про традиції та зміни в гімалайському регіоні Ладакх. Вона також є авторкою книги «Місцеве — це наше майбутнє» (2019), в якій вона виступає за локалізовані альтернативи глобальній економіці, зокрема щодо створення надійних місцевих систем харчування та демократичних структур, які можуть ефективно протистояти авторитаризму. Відверта критикеса економічної глобалізації, вона разом з Джеррі Мандером, Дагом Томпкінсом, Ванданою Шівою, Мартіном Хором та іншими стала співзасновницею Міжнародного форуму з глобалізації (IFG) у 1994 році. Вона є провідною прихильницею локалізації як протиотрути проблем, що виникають із глобалізації, і заснувала Міжнародний альянс з локалізації (IAL) у 2014 році.
Норберг-Годж спродюсувала та виступила співрежисеркою відзначеного нагородами документального фільму «Економіка щастя» (2011), в якому викладено її аргументи проти економічної глобалізації та за локалізацію. У 1986 році вона була нагороджена премією За правильний спосіб життя за «збереження традиційної культури та цінностей Ладакху проти натиску туризму та розвитку». У 2012 році вона отримала премію Goi Peace Award за «її новаторську роботу в русі локалізації».

## Освіта
Норберг-Годж здобула освіту у Швеції, Німеччині, Австрії, Англії та США. Вона спеціалізувалась на лінгвістиці, включаючи навчання на докторському рівні в Лондонському університеті та Массачусетському технологічному інституті у Ноама Чомського. Вільно володіючи сімома мовами, вона жила та вивчала різні культури різного ступеня індустріалізації. Найвпливовішим з них у формуванні світогляду Норберг-Годжа є Гімалайський регіон Ладакх.

## Ладакх
Ладакх, також відомий як Маленький Тибет, є віддаленим регіоном на Тибетському плато. Хоча політично він є частиною Індії, він має більше спільного в культурному плані з Тибетом. Оскільки він межує як з Китаєм, так і з Пакистаном, країнами, з якими Індія мала напружені відносини та часті прикордонні суперечки, уряд Індії тримав Ладакх значною мірою ізольованим від зовнішнього світу. Лише в 1962 році була побудована перша дорога через високі гірські перевали, що відокремлюють регіон від решти Індії, і навіть тоді цей регіон був заборонений для всіх, крім індійських військових. У 1975 році уряд Індії вирішив відкрити Ладакх для туризму та «розвитку», і Норберг-Годж була однією із перших жительок Заходу, які відвідали цей регіон, супроводжуючи німецьку знімальну групу як перекладачка.
Як вона описала в інтерв'ю індійському веб-сайту Infochange, культура, яку вона спостерігала в ті перші роки, була майже раєм соціального та екологічного добробуту, але швидко зламалася під впливом зовнішніх економічних сил: «Коли я вперше прибула до Леха, столиці з 5000 жителів, корови були найімовірнішою причиною заторів, а повітря було кришталево чистим. За п'ять хвилин ходьби в будь-якому напрямку від центру міста були ячмінні поля, усіяні великими фермерськими будинками. Протягом наступних двадцяти років я спостерігала, як Лех перетворюється на місто. Вулиці захлинулися від транспорту, а в повітрі був смак дизельного парів. „Житлові колонії“ бездушних цементних ящиків розкинулися в курній пустелі. Колись незаймані потоки стали забрудненими, вода непридатною для пиття. Вперше з'явилися безхатьки. Зростання економічного тиску призвело до безробіття та конкуренції. Протягом кількох років виникли тертя між різними громадами. Усіх цих речей не існувало протягом попередніх 500 років».
Багато змін, які приніс «розвиток», були психологічними, як вона описала у кіноверсії Ancient Futures: «В один із моїх перших років у Ладакху я була в цьому неймовірно красивому селі. Усі будинки були триповерховими і пофарбовані в білий колір. І я була просто вражена. Тож із цікавості я попросила молодого хлопця з того села показати мені найбіднішу хату. Він трохи подумав, а потім сказав: „У нас немає бідних будинків“. Та сама людина, яку я чула через вісім років, казав туристу: „О, якби ви могли допомогти нам, ладакхам, ми такі бідні!“ І сталося те, що за останні вісім років його бомбардували всіма цими одновимірними образами життя на Заході. Він бачив людей із швидкими автомобілями, які виглядали так, наче вони ніколи не працювали, і з купою грошей. І раптом у порівнянні його культура здалася відсталою, примітивною та бідною».
У 1978 році Норберг-Годж заснувала The Ladakh Project, головною організацією якого зараз є Local Futures, щоб протистояти надмірно рожевим враженням від життя міської споживчої культури та відновити повагу до традиційної культури. Вона також допомогла створити кілька неурядових організацій корінного населення в Ладакху, включаючи Жіночий альянс Ладакху (WAL), Ладакську організацію навколишнього середовища та охорони здоров'я (LEHO) та Ладакську групу екологічного розвитку (LEDeG). LEDeG розробив, побудував і встановив широкий спектр невеликих відповідних технологій, включаючи сонячні водонагрівачі, плити, пасивні обігрівачі та теплиці. У 1986 році Норберг-Ходж і LEDeG були нагороджені премією Right Livelihood Award (також відомою як «Альтернативна Нобелівська премія») на знак визнання цих зусиль.

## Публікації

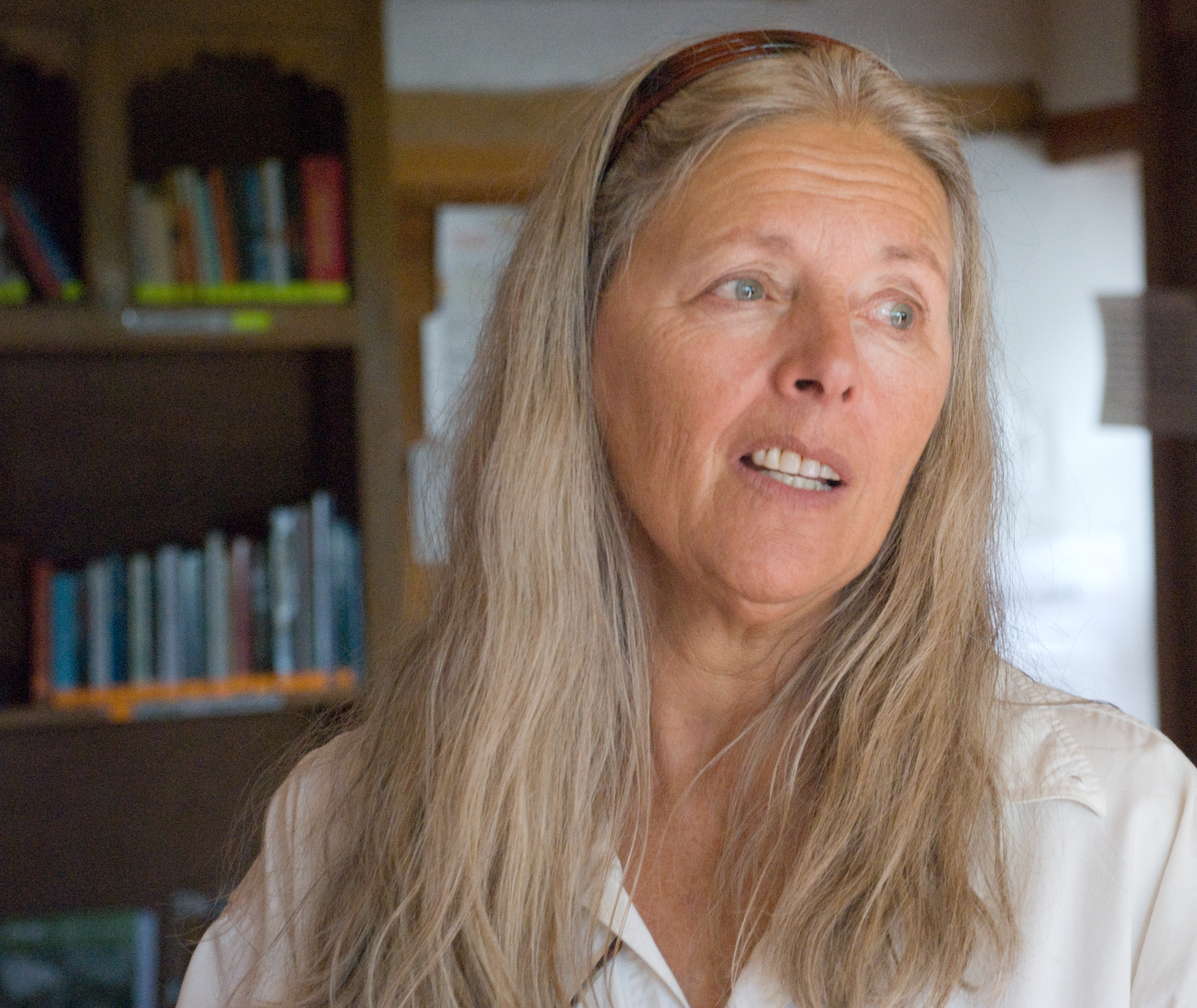
Норберг-Годж у 2009 році

Остання книга Норберг-Годж «Місцеве — наше майбутнє» (2019) описує, як системний перехід від глобалізованої економіки до мережі децентралізованих локалізованих економік міг би одночасно вирішити ряд проблем, починаючи від економічної нерівності до кліматичної кризи і закінчуючи психічними захворюваннями та епідеміями. Книга отримала похвалу від ряду громадських діячів, зокрема Білла МакКіббена, Дугласа Рашкоффа, Девіда Сузукі, Чарльза Ейзенштейна, Еліс Вотерс та інших.
Її попередня книга, Стародавнє майбутнє: навчання у Ладакху (Sierra Club, 1991), була заснована на особистому досвіді Норберг-Годж про традиційну культуру Ладакха та вплив на неї традиційного розвитку. Книжка була дуже добре прийнята, і з тих пір вона активно друкується. Друге видання вийшло з іншим підзаголовком «Уроки Ладакха для глобалізаційного світу» було опубліковано у 2009 році; третє видання без підзаголовка вийшло у квітні 2016 року. Лондонське Times у статті Сьюзен Гріффін описала Стародавнє майбутнє як «надихаючу класику» і «одну з найважливіших книг нашого часу». Разом із кіноверсією книги «Давнє майбутнє» перекладено понад 40 мовами.
Норберг-Годж також є співавторкою книг «Приведення продовольчої економіки додому: місцеві альтернативи глобальному агробізнесу» (Kumarian, 2002) та «З нуля: переосмислення промислового сільського господарства» (Zed Books, 1992).
Протягом багатьох років Норберг-Годж написала численні статті та внесла розділи до багатьох книг. Невеликий зразок її роботи, опублікованої в Інтернеті, наведено тут:
- «Опирайтеся локально, оновлюйтеся у всьому світі» [Архівовано 23 грудня 2021 у Wayback Machine.], Велика ініціатива перехідного періоду, серпень 2019 р.
- «На відміну від глобалізованої продовольчої системи, місцева їжа не знищить навколишнє середовище» [Архівовано 1 червня 2022 у Wayback Machine.], Truthout, грудень 2018 р.
- «Локалізація: стратегічне рішення глобалізованого авторитаризму», Транснаціональний інститут, травень 2018 р.
- «Локалізація та економіка щастя» [Архівовано 28 березня 2019 у Wayback Machine.], Soka Gakkai International, березень 2017 р.
- «Зміцнення місцевої економіки: шлях до миру?» [Архівовано 6 грудня 2018 у Wayback Machine.], Тіккун, 29 липня 2015 року
- «Новий заклик до опору та оновлення» [Архівовано 14 березня 2022 у Wayback Machine.], Відродження, липень–серпень 2015 р.
- «Економіка зміни клімату» [Архівовано 22 квітня 2021 у Wayback Machine.] Ecotrust, 23 лютого 2015 р

## Лекції, семінари, вебінари та презентації
Норберг-Ходж читає великі лекції кількома мовами — найчастіше англійською, шведською, німецькою та ладакхі, а іноді й французькою, іспанською та італійською. Протягом багатьох років лекційні тури привели її до університетів, державних установ та приватних установ. Вона виступала з доповідями перед парламентарями Німеччини, Швеції та Англії; у Білому домі та Конгресі США; до ЮНЕСКО, Світового банку, Європейської комісії та МВФ; а також у Кембриджському, Оксфордському, Гарвардському, Корнельському та багатьох інших університетах. Вона також регулярно викладає в коледжі Шумахера в Англії. Вона часто читає лекції та проводить семінари для громадських груп по всьому світу, які займаються питаннями локалізації.
Крім того, вона часто з'являється на телебаченні та радіопрограмах по всьому світу.
Декілька виступів Норберг-Ходжа були записані або зняті на відео та доступні для перегляду в Інтернеті. Тут наведено невелику вибірку:
- Грудень 2019 року – «Чи є локалізація вирішенням кризи капіталізму?» [Архівовано 21 червня 2021 у Wayback Machine.] (інтерв'ю в Upstream Podcast)
- Жовтень 2018 - «Гелена Норберг-Годж про погляд на велику систему» [Архівовано 1 травня 2022 у Wayback Machine.] (поява в телевізійній програмі Renegade Inc)
- Травень 2017 р. – «Розуміння економічного рівняння для створення щастя» [Архівовано 24 вересня 2020 у Wayback Machine.] (інтерв'ю на подкасті UPLIFT)
- Березень 2016- «Борг і спекуляція в глобальній економіці» [Архівовано 1 травня 2022 у Wayback Machine.] (вебінар з Чарльзом Ейзенштейном).
- Грудень 2015 р.- «Going Local» [Архівовано 25 квітня 2022 у Wayback Machine.] (вебінар з Майклом Шуманом).
- Жовтень 2015 р. — «Економіка щастя — наскільки людський масштаб важливий для вирішення наших соціальних та екологічних проблем» [Архівовано 1 травня 2022 у Wayback Machine.] в Університеті Ліннань, Гонконг
- Травень 2015 р. — виступ на конференції «Наша громада» [Архівовано 28 березня 2019 у Wayback Machine.] в Мельбурні, Австралія
- Липень 2011- «Економіка щастя». [Архівовано 1 травня 2022 у Wayback Machine.] TEDx, Крайстчерч, Нова Зеландія

## Визнання
Протягом багатьох років Норберг-Годж отримала підтримку від багатьох світових лідерів, у тому числі принца Чарльза, принца Садруддіна Ага Хана, Далай-лами та прем'єр-міністрів Індії Індіри та Раджива Ганді. У 1986 році вона отримала нагороду За правильний спосіб життя як визнання за роботу з LEDeG.
У 1993 році журнал Earth Journal назвав її однією із десяти найцікавіших екологів світу. Її роботи були предметом понад 250 статей у більш ніж десятку країн.
У книзі Карла МакДеніела «Мудрість для живої планети» (Trinity University Press, 2005) вона була названа однією з восьми мрійниць та мірйників, які змінюють сучасний світ.
25 листопада 2012 року вона отримала нагороду Goi Peace Award 2012 від Фонду миру Goi в Японії «на знак визнання її піонерської роботи в русі нової економіки, щоб допомогти створити більш стійкий і справедливий світ».

## Членство
Норберг-Годж є співзасновницею Міжнародного форуму з глобалізації та Глобальної мережі екоселень. Вона була членом-засновником Міжнародної комісії з майбутнього продовольства та сільського господарства, заснованої за підтримки уряду Тоскани, а раніше входила до редакції журналу The Ecologist.